# Treuchtlingen

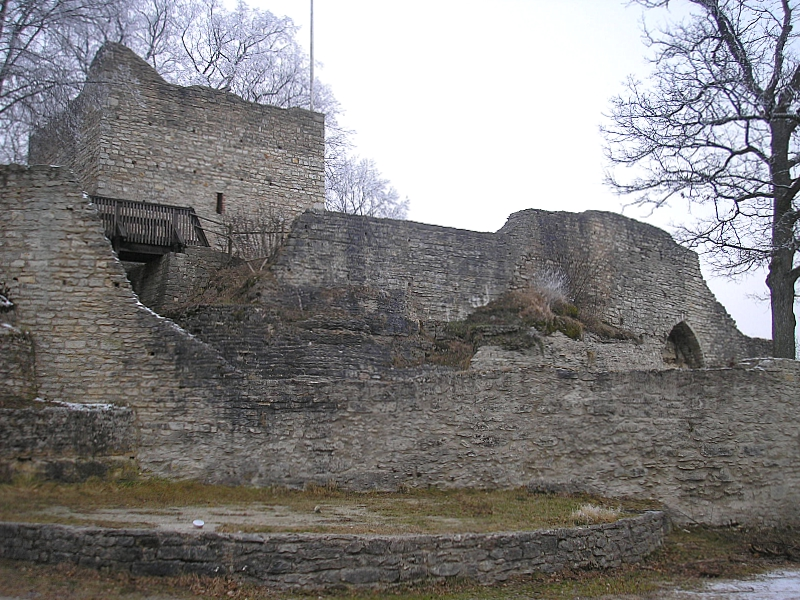
Treuchtlingen
(ruinele cetăţii)

Treuchtlingen este un oraș din Franconia Mijlocie, landul Bavaria, Germania.